# John Cleland

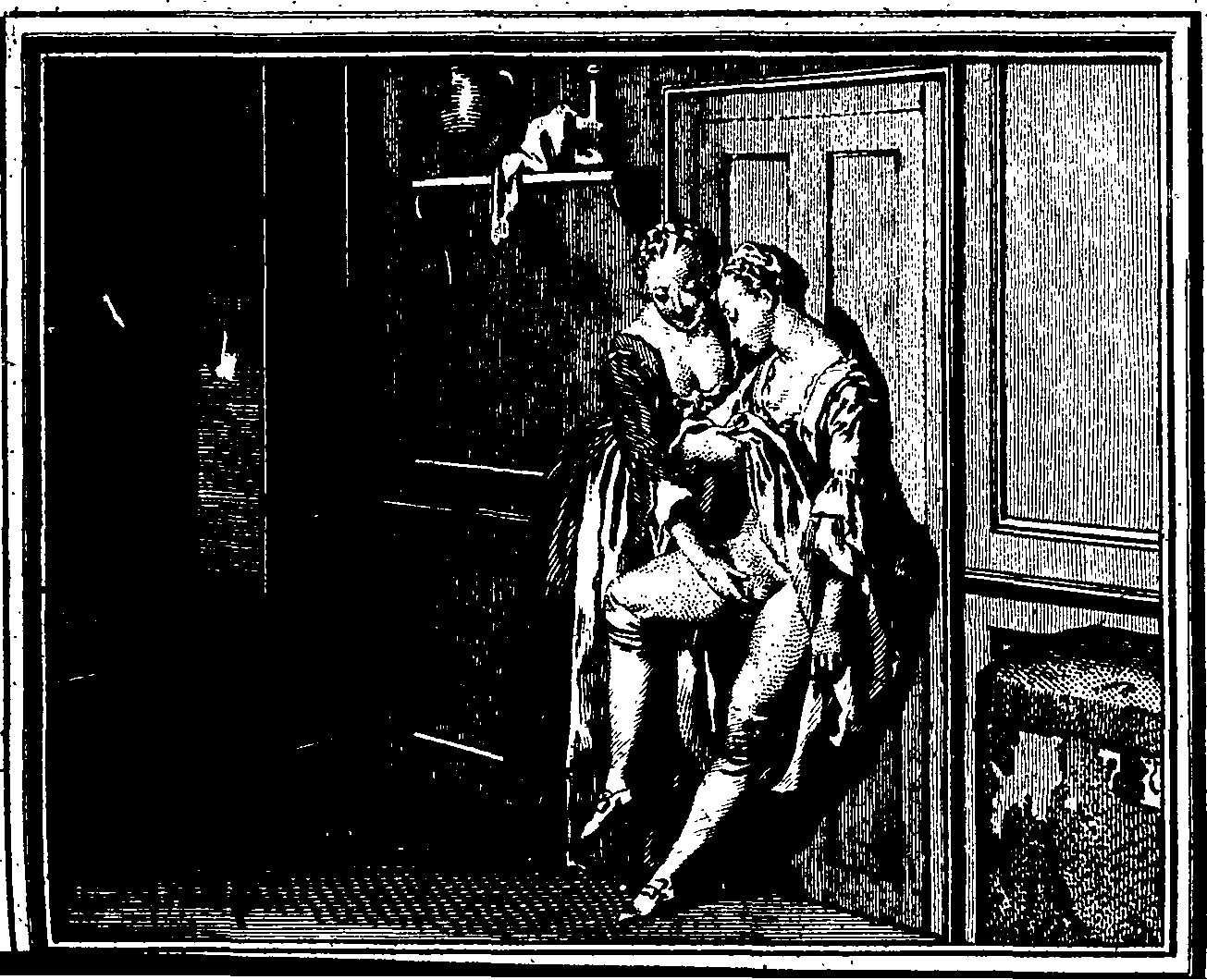
Gravure uit 1766 van John Cleland

John Cleland (Kingston upon Thames, 1709 – Londen, 23 januari 1789) was een Engels schrijver die voornamelijk bekend is gebleven om zijn roman Memoirs of a Woman of Pleasure, beter bekend onder de titel Fanny Hill.
Cleland bezocht de Londense Westminster School en werkte voor de regering in Smyrna en Bombay. Daarna vestigde hij zich als schrijver in Londen.
Hij schreef Fanny Hill, een erotisch expliciete roman over een prostituee in Londen, terwijl hij wegens schulden in de gevangenis zat. Het werd in twee delen gepubliceerd in 1748 en 1749.

Na zijn vrijlating in maart 1749 werd hij in november van dat jaar opnieuw gearresteerd vanwege zijn boek, samen met de uitgever en drukker. Tijdens de rechtszaak distantieerde hij zich van het werk. Illegale edities ervan bleven echter goed verkopen. In maart 1750 publiceerde Cleland een gekuiste versie van het werk.

## Overig werk
- Memoirs of a Coxcomb (1751)
- The Surprises of Love (1764)
- The Woman of Honour (1768)

Verder schreef Cleland enkele toneelstukken, die echter nooit werden uitgevoerd, en produceerde hij gedichten, vertalingen en bijdragen aan tijdschriften.